# 莫库尔
莫库尔（法語：Maucourt，法語發音：[mokuʁ]）是法国瓦兹省的一个市镇，属于贡比涅区。

## 地理
莫库尔（49°38'11"N, 3°4'27"E）面积3.12 平方千米，位于法国上法蘭西大區瓦兹省，该省份为法国北部内陆省份，北起索姆省，西接厄尔省和滨海塞纳省，南至塞纳-马恩省和瓦兹河谷省，东临埃纳省。
与莫库尔接壤的市镇（或旧市镇、城区）包括：卡尤埃勒-克雷皮尼、博日苏布瓦、格朗德吕、吉斯卡尔、凯米。

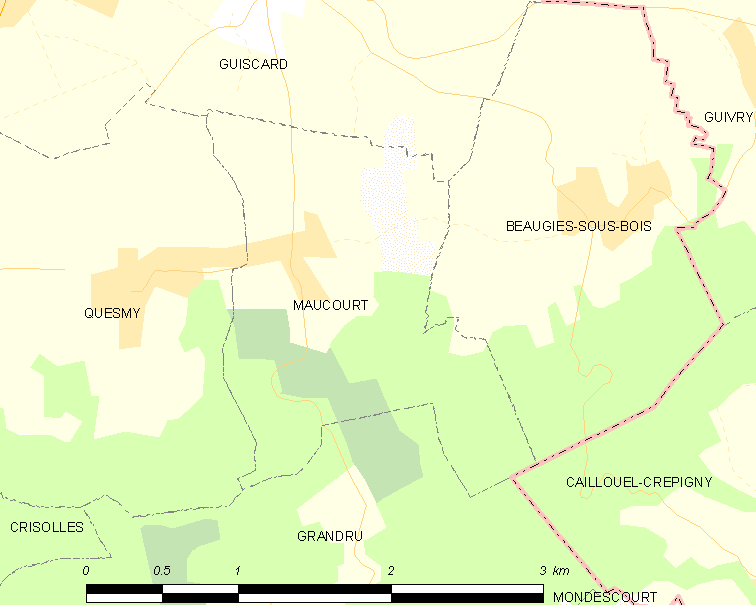
莫库尔的OSM定位图

莫库尔的时区为UTC+01:00、UTC+02:00（夏令时）。

## 行政
莫库尔的邮政编码为60640，INSEE市镇编码为60389。

## 政治
莫库尔所属的省级选区为努瓦永县。

## 人口

1962-2008年间莫库尔人口变化图示

莫库尔于2022年1月1日时的人口数量为232人。